# 布魯克斯 (喬治亞州)
布魯克斯（英語：Brooks）是一個位於美國喬治亞州費耶特縣的城鎮。

## 地理
布魯克斯的座標為33°17′46″N 84°27′32″W / 33.29611°N 84.45889°W，而該地的平均海拔高度為255米（即837英尺）。

## 人口
根據2010年美國人口普查的數據，布魯克斯的面積為11.30平方千米，當中陸地面積為11.11平方千米，而水域面積為0.20平方千米。當地共有人口524人，而人口密度為每平方千米46人。